# Berwyn Price
Berwyn Price (ur. 15 sierpnia 1951 w Tredegar w Walii) – brytyjski lekkoatleta specjalizujący się w krótkich biegach płotkarskich, dwukrotny uczestnik letnich igrzysk olimpijskich w Monachium (1972) oraz Montrealu (1976).
Laureat nagrody dla najlepszej walijskiej osobowości sportowej w 1973 roku (ang. BBC Wales Sport Personality of the Year 1973).

## Sukcesy sportowe
- sześciokrotny mistrz Walii w biegu na 110 m ppł – 1971, 1977, 1978, 1979, 1981, 1982[2]
- dwukrotny mistrz Wielkiej Brytanii w biegu na 110 m ppł – 1977, 1978[3]

| Rok  | Miasto       | Zawody                                 | Konkurencja       | Wynik         |
| ---- | ------------ | -------------------------------------- | ----------------- | ------------- |
| 1970 | Paryż        | mistrzostwa Europy juniorów            | bieg na 110 m ppł | złoty medal   |
| 1973 | Moskwa       | letnia uniwersjada                     | bieg na 110 m ppł | złoty medal   |
| 1974 | Christchurch | igrzyska Brytyjskije Wspólnoty Narodów | bieg na 110 m ppł | srebrny medal |
| 1976 | Monachium    | halowe mistrzostwa Europy              | bieg na 60 m ppł  | srebrny medal |
| 1978 | Edmonton     | igrzyska Wspólnoty Narodów             | bieg na 110 m ppł | złoty medal   |
| 1978 | Tokio        | Puchar Narodów                         | bieg na 110 m ppł | 3. miejsce    |

## Rekordy życiowe
- bieg na 100 m – 10,8 – 1971
- bieg na 110 m ppł – 13,69 – Moskwa 18/08/1973
- bieg na 50 m ppł (hala) – 6,97 – Grenoble 12/03/1972
- bieg na 60 m ppł (hala) – 7,80 – Monachium 22/02/1976